# Cheval à sang chaud
Vous lisez un « bon article » labellisé en 2017.

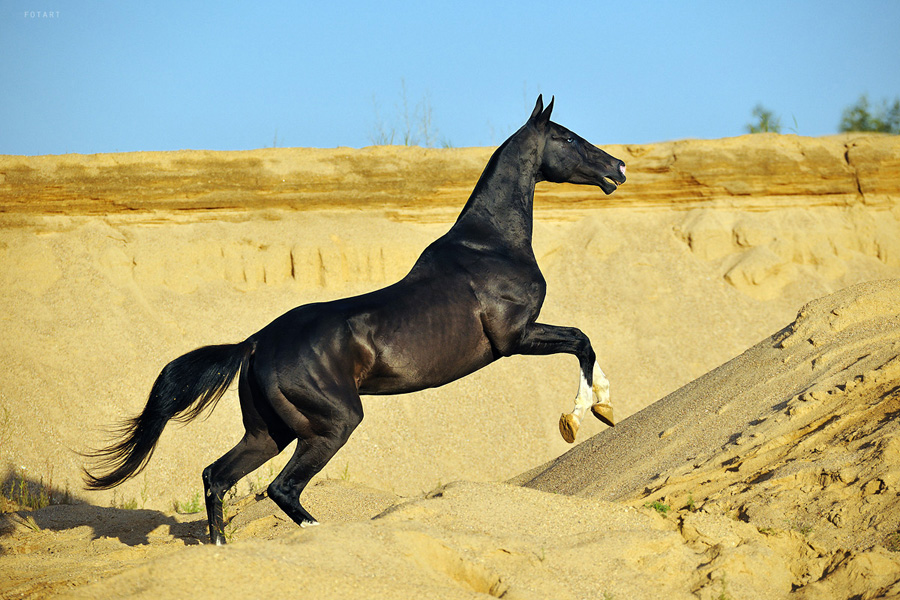
L'Akhal-Teké, ou cheval turkmène, est une race dite « à sang chaud ».

Cheval à sang chaud, cheval proche du sang ou cheval de sang, sont des expressions du domaine de l'élevage équin, construites par des orientalistes et popularisées par différents hippologues, qui désignent un cheval léger au tempérament vif, appartenant à une race d'Afrique du Nord, du Proche-Orient ou de l'Asie centrale. Un tel nom s'applique aussi aux descendants des chevaux de ces régions géographiques. Ce concept flou inclut de nombreuses races de chevaux réparties dans une grande variété de pays, en particulier le Pur-sang et l'Arabe, mais aussi l'Anglo-arabe, le Hanovrien, ou encore le cheval du Namib. Le Caspien, originaire du Nord de l'Iran, est présumé être la plus ancienne race à sang chaud connue.
En langue française, l'expression « cheval à sang chaud » trouve son origine dans une lutte des classes entre la bourgeoisie et l'aristocratie, dès la fin du XVIIIe siècle. Dans ce contexte, une grande importance est accordée à la généalogie et à la « pureté » du sang des animaux. L'aristocrate et orientaliste polonais Wenceslas Séverin Rzewuski établit un classement des chevaux par température du sang dans ses notes de voyage au Nejd d'Arabie, de 1817 à 1819. Il classe l'Arabe et le Pur-sang parmi les races au sang le plus chaud. En réalité, les chevaux de toutes races sont des mammifères à sang chaud, et possèdent la même température corporelle. La notion de cheval « à sang chaud » est néanmoins reprise dans les écrits hippologiques ultérieurs, et reste d'usage de nos jours.
Les chevaux dits « à sang chaud » sont des animaux de selle et de sport, réputés pour leur vivacité, leur finesse et leur caractère émotif, qui les rend enclins à la panique. Un jugement de valeur positif accompagne souvent cette notion de cheval « de sang ». Il y est fait appel, en particulier, dans l'art et pour la promotion de l'hippophagie, les qualités de l'animal étant censées se transmettre à l'être humain.

## Définition et terminologie

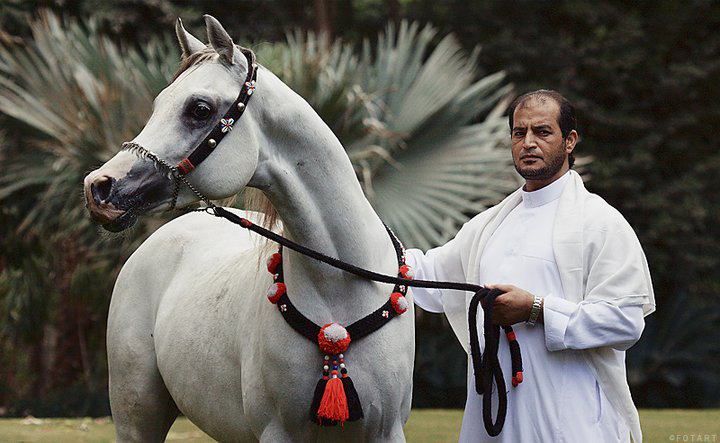
Un cheval arabe, exemple classique de « sang chaud ».

En élevage équin, il est d'usage de classer les races de chevaux par groupes de « sang »,, de façon assez arbitraire. L'ethnologue française Bernadette Lizet qualifie ce concept de sang de « riche et polysémique ». L'expression « sang chaud », qui correspond à l'anglais « hotblood », à l'allemand warmblut et à l'espagnol caballo de sangre / caliente, provient d'une classification des races de chevaux par température de sang établie par l'orientaliste polonais Wenceslas Séverin Rzewuski au début du XIXe siècle. L'homéothermie (la notion zoologique de sang chaud ou sang froid) du cheval est en réalité la même, quelle que soit sa race ou sa provenance, 37,5 à 38,5 °C, mais ce concept de « sang chaud » est resté dans l'usage hippologique.
En langue française, on retient trois groupes de sang pour classer les chevaux : sang chaud, sang froid, et demi-sang, qui désigne le résultat du croisement entre les deux groupes précédents. Il arrive que le cheval Pur-sang soit classé à part. Il ne faut pas confondre le concept de sang chaud avec celui de warmblood, qui désigne les chevaux de sport européens issus de croisements entre souches locales à sang froid et chevaux à sang chaud.
L'usage du concept de « sang » fait appel à des notions de race, mais aussi de tempérament. « Près du sang » est une expression d'élevage assez floue, qui ne correspond à aucun concept biologique ou zoologique. Plus un cheval est nerveux, vif, et s'échauffe facilement, plus il est décrit comme « près du sang » ; à l'inverse, un cheval lourd ou peu vif sera décrit comme « manquant de sang ». L'expression désigne souvent des chevaux très proches du Pur-sang, et / ou de l'Arabe,. Elle peut aussi désigner tout cheval ayant été croisé avec l'Arabe.
Le « sang » est invoqué dans de nombreux concepts et des expressions populaires d'élevage équin, avec une forte dimension sociologique. En particulier, Bernadette Lizet souligne la construction de la notion de « sang sous la masse », invoquée pour décrire des chevaux de trait vifs, et les « anoblir » aux yeux de leurs acheteurs et utilisateurs. Cette notion de « sang » apparaît aussi dans le croisement des races. En France, l'expression « toucher au sang » signifie pratiquer le croisement d'un cheval de sang avec un trait léger sans papiers, pour donner un bidet ou un demi-sang. Le parent dit « de sang » est généralement un cheval Arabe, Pur-sang ou Anglo-arabe avec des papiers d'identification.

### Races classées « à sang chaud »
D'après l'édition 2016 de l'ouvrage zootechnique dirigé par Valerie Porter pour CAB International, le terme hotblood est réservé dans son sens strict à l'Arabe, au Barbe et Turc. Dans un sens étendu, il arrive d'y inclure les races ibériques majeures, le Pure race espagnole et le Lusitanien. Le Dr E. Gus Cothran, de l'université du Kentucky, classe séparément les chevaux ibériques et les sang chaud. Les chevaux ibériques proviennent d'un métissage entre des chevaux à sang chaud, Arabe et Barbe, et la souche celtibère locale à sang froid.
Le glossaire de la Dr vétérinaire Kristin J. Holtgrew-Bohling (seconde édition de 2014) décrit les « hotblood horses » comme des animaux dont le pedigree peut être retracé jusqu'à des chevaux originaires des déserts de l'Afrique du Nord et de la mer Méditerranée, ce qui inclut les descendants d'équidés de cette région géographique, tels que le Pur-sang, le Standardbred, le Quarter Horse et le Tennessee Walker. D'autres races, issues de croisements entre les précédentes ou proches d'elles, sont qualifiées de « sang chaud » dans les ouvrages zootechniques : le Karabakh, l'Anglo-arabe, le Hanovrien et le Mecklembourgeois en Allemagne. Le cheval du Namib a été décrit comme un hotblood, avant qu'une étude génétique ne démontre sa proximité avec l'Arabe.

### Origines

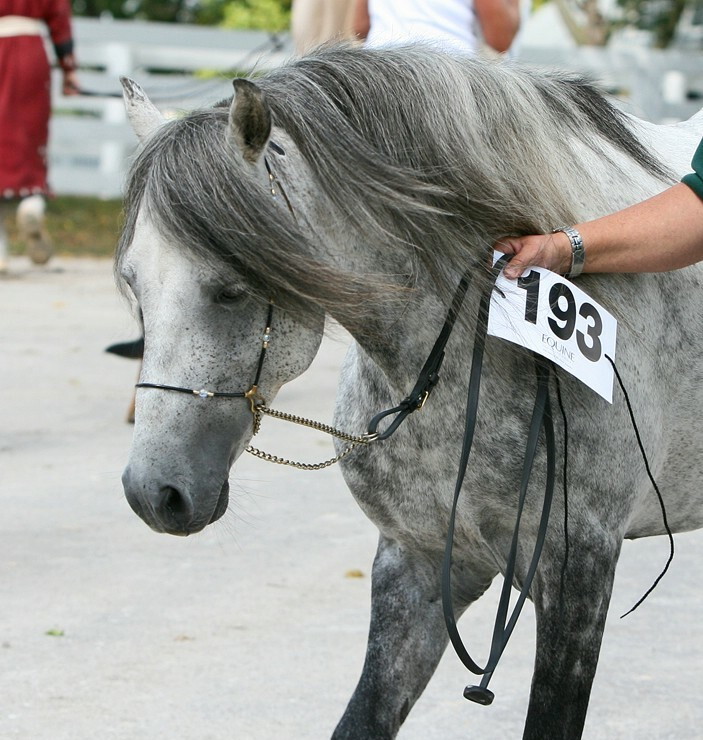
Le Caspien, originaire du Nord de l'Iran, est présumé être le plus ancien cheval à sang chaud.

La question de savoir quel est le plus vieil ancêtre des chevaux à sang chaud a été beaucoup débattue. Wenceslas Séverin Rzewuski voyait le « Nejdi Kocheilan » comme le cheval à sang chaud « supérieur car primordial », une création de Dieu et de la Nature. Lady Anne Blunt a théorisé que le cheval de sang chaud, ou cheval oriental, puisse représenter une sous-espèce à part entière avant la domestication du cheval, et être à l'origine de toutes les autres races décrites comme « à sang chaud », y compris l'Arabe.
En 1978, le colonel Denis Bogros a qualifié la race arabe de « premier cheval de sang », une vision partagé par Laetitia Bataille. En 1998, Louise Firouz a présenté, lors d'une conférence à Achgabat, le caspien, un cheval miniature originaire du Nord de l'Iran, comme étant le plus ancien des chevaux à sang chaud connus, en se basant sur les études génétiques du Dr E. Gus Cothran. L'idée selon laquelle toutes les races à sang chaud proviendraient d'Asie centrale a été examinée, mais le brassage génétique important et précoce entre populations équines ne permet pas de distinguer génétiquement les races de « sang chaud » et celles de « sang froid », ces deux branches étant originaires de la même région géographique, l'Asie centrale, correspondant à celle de la domestication du cheval.

## Histoire de la notion

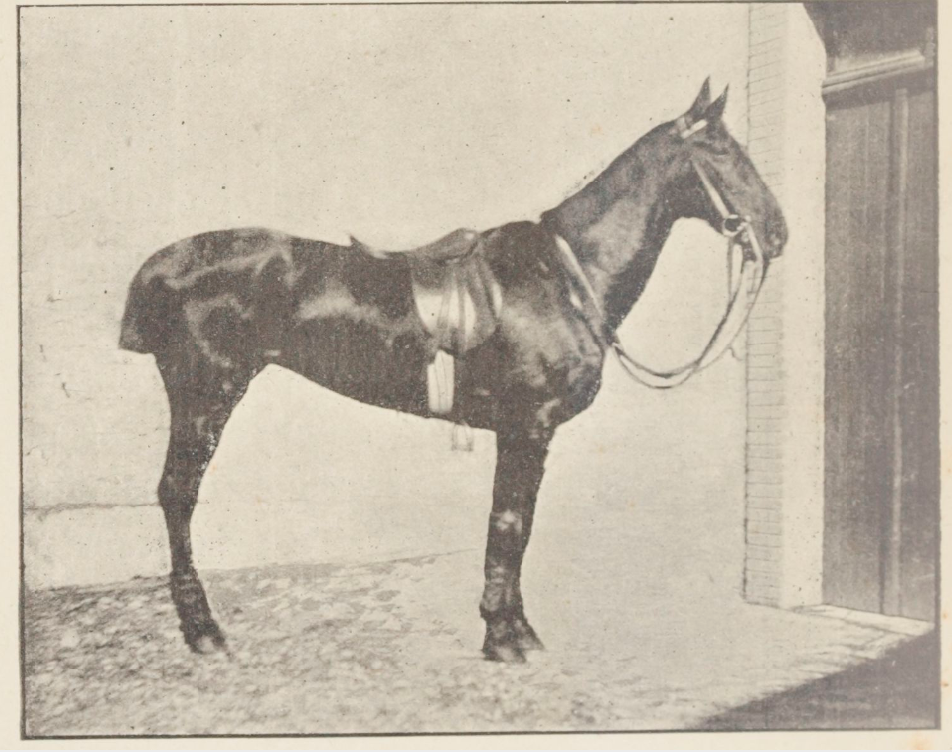
Jument « près du sang », aux trois quarts Pur-sang, en 1898.

D'après l'ethnologue Bernadette Lizet, la notion de « sang » chez le cheval s'inscrit, notamment en France, dans un contexte de bataille idéologique entre la bourgeoisie, utilisatrice du cheval de trait et du Pur-sang, et l'aristocratie, utilisatrice du cheval de selle arabe, qui recherche « l'épure » et des lignes qualifiées « de sang ». Ce conflit, mêlant esthétique chevaline et luttes sociales, trouve ses origines dès les années 1760, où des querelles éclatent entre partisans du cheval arabe et partisans du Pur-sang, à une époque où l'élevage équin est dominé par la « tyrannie des goûts aristocratiques ». Une grande importance est accordée à l'ascendance généalogique des chevaux, alors que le cheval de selle est de plus en plus considéré comme anachronique. Lizet qualifie le XIXe siècle de « siècle de la surenchère sur le « sang » des chevaux », à travers la recherche croissante de rapidité de la part de leurs éleveurs et utilisateurs, qui se sentent menacés par la « révolution des transports », en pleine industrialisation.

« Le sang est la première qualité des chevaux »

— Ernest Aleo.
Elle l'analyse comme une « guerre des races et des codes esthétiques, qui, au terme d'une ultime course au pouvoir, jette deux classes et deux systèmes idéologiques dans un corps à corps avec l'animal »,. Dans ce contexte, de nombreux chevaux se voient gratifier de prestigieux ancêtres arabes. Les haras nationaux français font appel à l'agronomie pour l'« amélioration » des races équines. De fréquents jugements de valeur préconisent d'introduire du « sang » pour « améliorer » les chevaux de trait paysans. Ainsi, l'hippologue Eugène Gayot (1850) loue les qualités du cheval de sang, dans un « fantasme du retour au cheval des origines, ce cheval irrigué par le « sang » supérieur ». Le marché d'exportation américain est déterminant dans le triomphe de la notion de « sang sous la masse », utilisée pour décrire le cheval de trait.

### Autres sources hippologiques

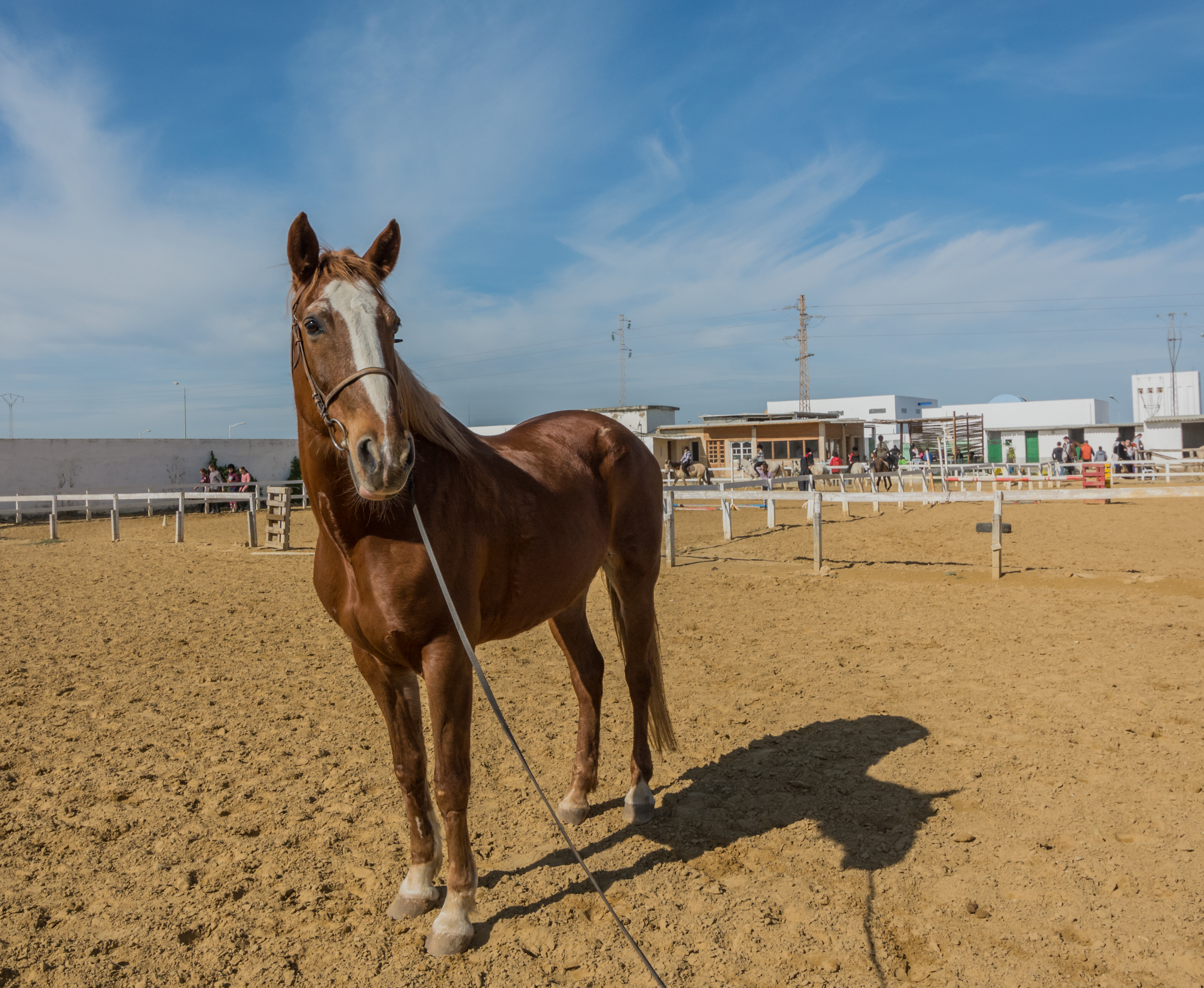
Jument Barbe tunisienne, type de cheval à sang chaud.

## Caractéristiques

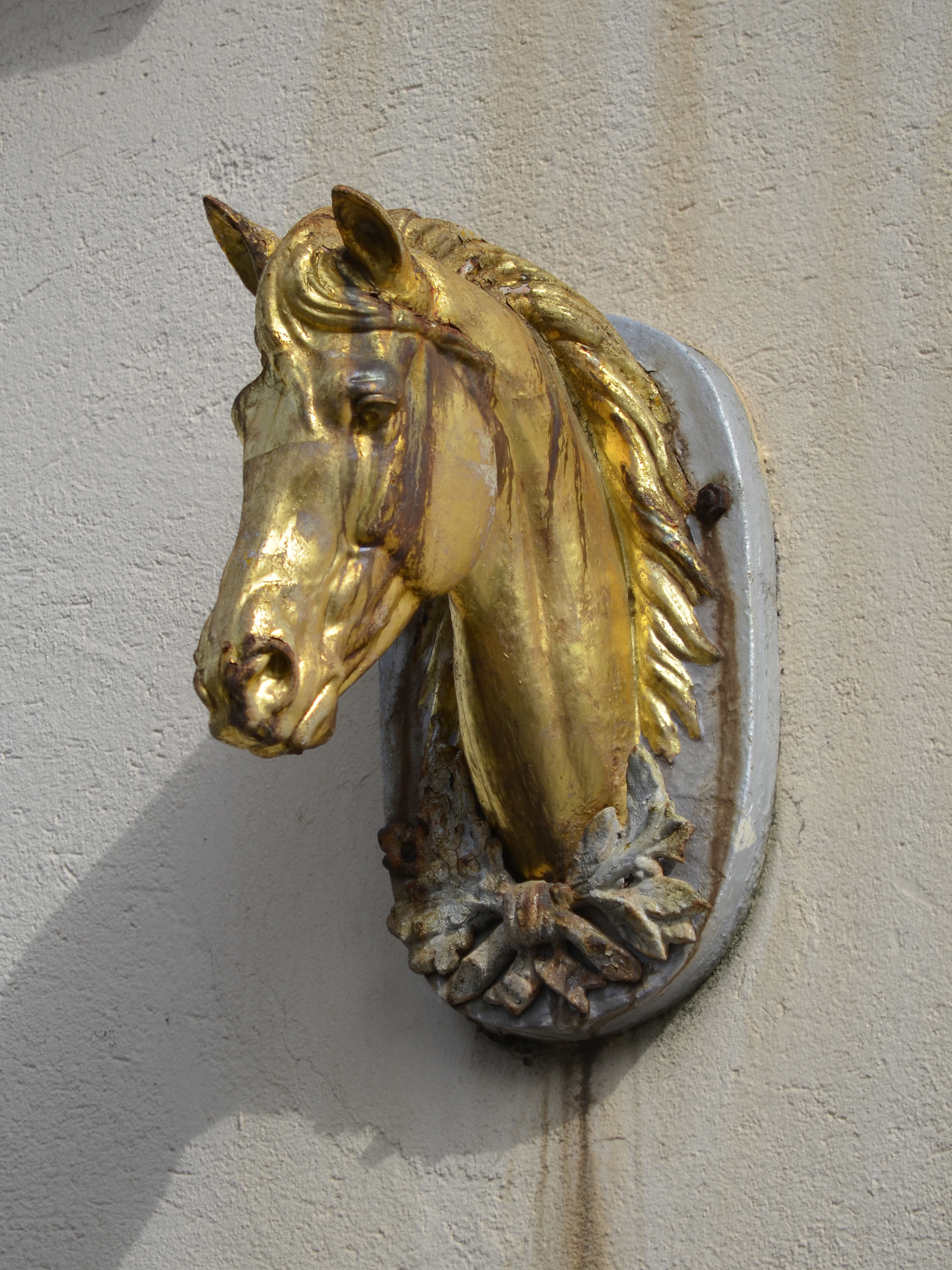
Tête d'un cheval de sang servant d'enseigne à une boucherie chevaline, en Vendée.

## Dans la culture

Charles Quint à cheval à Mühlberg, huile sur toile du Titien datée de 1548.